# Klára Póczy

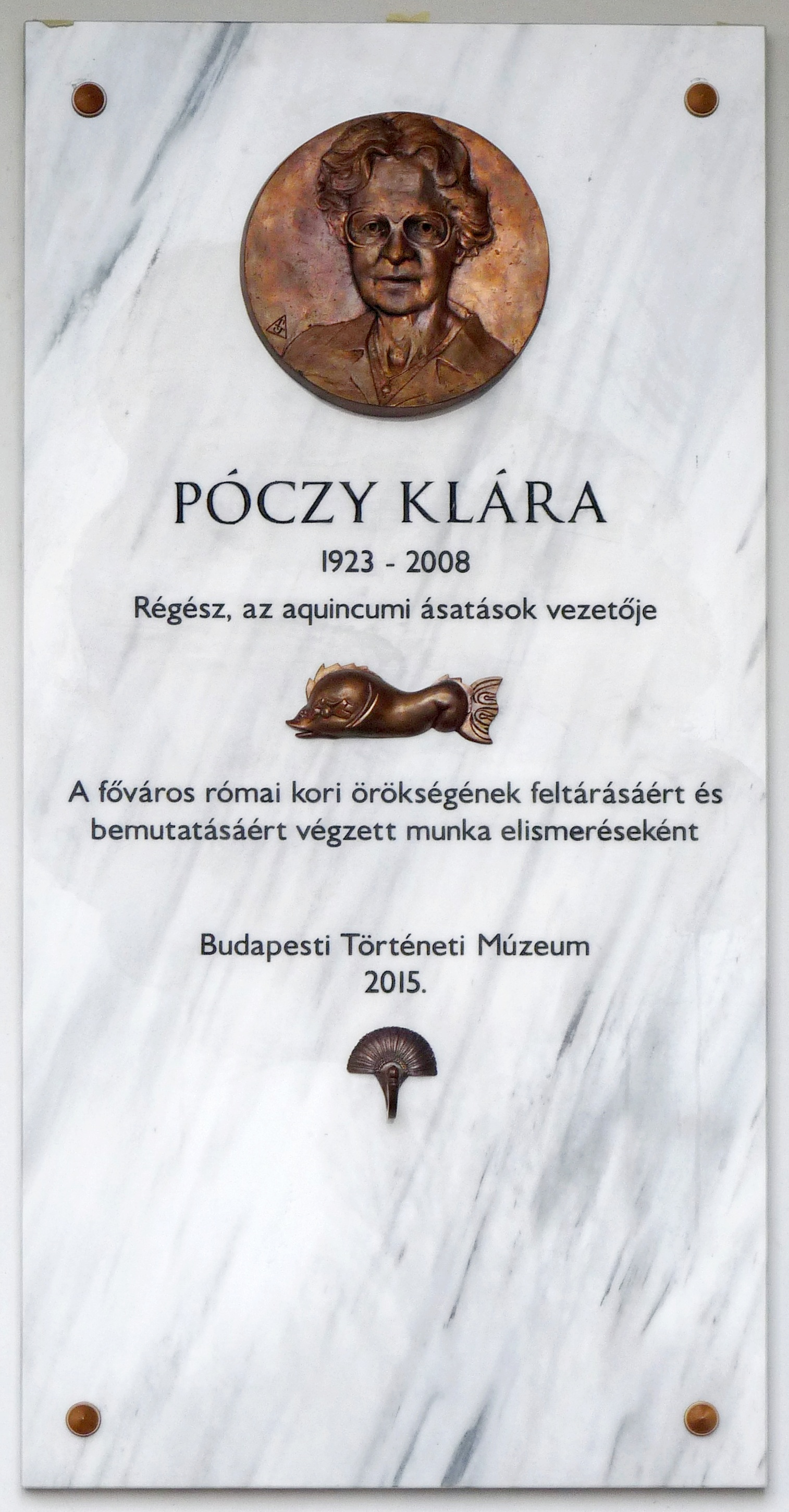
2015 angebrachte Gedenktafel für Klára Póczy im Aquincum Museum, Budapest

Klára Póczy (auch Klára Sz. Póczy und Szentgáli Ferencné, * 6. Februar 1923 in Kolozsvár (Klausenburg); † 16. Oktober 2008 in Budapest) war eine ungarische Provinzialrömische Archäologin, zu deren Fachgebieten die römische Keramik, die pannonische Städteforschung und im Speziellen die Erforschung des antiken Aquincum gehörte.

## Leben und Werk
Póczy wurde als Tochter einer ungarischen Familie in Siebenbürgen geboren. Ihr Vater war der Eisenbahn- und Elektroingenieur Mihály Póczy (1895–1963), ihre Mutter hieß Klára Kiss. Klára Póczy hatte nur eine Schwester mit Namen Erzsébet (Elisabeth). Nach dem Besuch der Grund- und Mittelschule in Klausenburg, schloss sie 1941 ihren Schulbesuch mit der Matura ab. Im Jahr 1942 schrieb sie sich an der Philosophischen Fakultät der damaligen Péter-Pázmány-Universität ein und belegte zunächst die Fächer Geschichte, Kunstgeschichte und Italienisch. Doch bereits nach kurzer Zeit erkor sie die Archaeologia Terrae Hungaricae – Geschichte und Archäologie der pannonischen Tiefebene – unter Andreas Alföldi (1895–1981) zu ihrem neuen Hauptfach. Daneben studierte sie Ur- und Frühgeschichte bei Ferenc von Tompa (1893–1945) und János Banner (1888–1971). Zum Lehrstuhl gehörte auch ein Forschungsinstitut, dem Alföldi vorstand. Dieser Lehrer sollte ihre Arbeitsweise zeitlebens prägen. Póczy begann sich während des Studiums auf die römische Keramik zu konzentrieren und schrieb ihre Dissertation über die Keramik des Legionslagers Brigetio am Limes Pannonicus. Wenig später folgen weitere Untersuchungen zur pannonischen Keramikherstellung und zur Importware. Ab 1950 arbeitete die Archäologin am Historischen Museum Budapest und wurde 1953 stellvertretende Leiterin der Archäologischen Abteilung. Als wissenschaftliche Mitarbeiterin gehörte Póczy zum Stab des Archäologen Tibor Nagy (1910–1995) und war bei ihm insbesondere für den Bereich der römerzeitlichen Keramik zuständig. Nachdem sie 1973 die Leitung der großflächigen Grabungen im Budapester Stadtteil Óbuda (Aquincum) übernommen hatte, wurde sie in der Folge mit dem Erhalt und der Eingliederung der gewonnenen Befunde in das heutige Stadtbild beauftragt. Diese Arbeiten dauerten bis 1981 an. Anschließend wurde sie zur Fachberaterin der Gruppe Provinzialrömische Archäologie am Historischen Museum in Budapest ernannt und nahm diese Position auch nach ihrer Pensionierung 1986 bis zu ihrem Tode wahr. Sie wurde auf dem Farkasréti-Friedhof in Budapest beigesetzt. 2015 wurde im Aquincum Museum eine Gedenktafel für sie eingeweiht.
Neben dieser Tätigkeit war sie zusammen mit lokalen Museen für die Organisation vieler Ausstellungen im In- und Ausland mitverantwortlich und äußerte sich vielfach durch ihre Publikationen sowie auf Fachkongressen. Zu ihrem Œuvre zählen neben mehr als hundert Ausgrabungen auch fast fünfhundert wissenschaftliche und populärwissenschaftliche Artikel, Essays und Monographien.
Póczy war mit dem 1974 verstorbenen Arzt Ferenc Szentgáli verheiratet. Ihr einziges Kind, Ádám, wurde 1949 geboren.

## Mitgliedschaften
Póczy war Vorstandsmitglied der ungarischen Gesellschaft für Archäologie und Kunstgeschichte, ordentliches Mitglied des Österreichischen Archäologischen Instituts und korrespondierendes Mitglied des Deutschen Archäologischen Instituts. Daneben gehörte sie der Rei Cretariae Romanae Fautores in Rom an, einer internationalen Vereinigung, die sich die Erforschung der römischen Keramik zur Aufgabe gemacht hat.

## Auszeichnungen
Die Archäologin erhielt zahlreiche Auszeichnungen, so die Bálint-Kuzsinszky-Medaille (1970), die Ferenc-Móra-Medaille (1974), die Flóris-Rómer-Medaille (1988) und die Gyula-Forster-Medaille (2000). Im Jahr 2004 erhielt sie die zivile Ausführung zum Kommandeur des Ungarischen Verdienstordens.

## Schriften (Auswahl)
- Aquincum. Das römische Budapest. Zabern, Mainz 2005. ISBN 3-8053-3473-7.
- Aquincum. Die römische Stadt in Budapest. Aquincum Museum, Budapest 1997.
- mit Paula Zsidi: Römische Keramik in Aquincum. Historisches Museum Budapest, Budapest 1992.
- Städte in Pannonien. Corvina, Budapest 1976 (Athenäum Verlag, Frankfurt am Main 1978).
- Die Keramik von Brigetio. 1947 (ungedruckte Dissertation).